# Digitaal Rijbewijs Onderwijs
Het Digitaal Rijbewijs Onderwijs (DRO) was een certificaat voor docenten in het Nederlands basis- en voortgezet onderwijs met betrekking tot basiskennis van computers. Het certificaat is eind jaren 90 ontwikkeld en werd in 2001 ingevoerd.
Het pakket bestond uit meerdere modules. De eerste module omvatte algemene theorie over informatica en computers. De overige modules omvatten het praktisch gebruik van software, met name (bijna uitsluitend) die van Microsoft: MS Windows, MS Office en Internet Explorer.
Het DRO is later vervangen door ECDL.